# 延岡市立土々呂中学校
延岡市立土々呂中学校（のべおかしりつ ととろちゅうがっこう）は、宮崎県延岡市松原町三丁目にある公立中学校。

## 沿革
- 1947年（昭和22年）4月 - 土々呂中学校の設立認可。
- 1949年（昭和24年）5月 - 校舎が落成。

## 概要
- 生徒数 540名ぐらい
- 学級数 16（普通学級16、特別支援学級3）
- 職員数 32名

- 地域の小学校は 一ヶ岡小学校、伊形小学校、名水小学校、土々呂小学校等
- 徒歩 または 自転車通学である。
- 学力向上のため黒潮アワーというテストが週に一度ある。(現在は無し)
- 毎朝、当番のクラスが校門の前に立ち「あいさつ運動」を行っている。

## 通学区域
- 土々呂小学校 通学区域
- 名水小学校 通学区域
- 一ヶ岡小学校 通学区域
- 伊形小学校 通学区域

## 周辺
- 延岡市立土々呂小学校
- 延岡市立一ヶ岡小学校
- 一ヶ岡ニュータウン

## アクセス
- JR日豊本線 旭ヶ丘駅から南へ600m
- 宮崎交通 土々呂中学校前バス停から100m
- 国道10号沿い